# Jos Louis
Le Jos Louis est un gâteau emballé individuellement québécois composé de deux ronds de gâteau au chocolat fourrés de crème blanche crémeuse dans une coque en chocolat au lait, fabriqués par Vachon ,.

## Histoire
Il est créé en 1932 et porte le nom de deux des fils Vachon, soit Joseph et Louis (« Jos » est une réduction traditionnelle de « Joseph »),.

## Variantes
Le Jos Louis est également disponible en forme de demi-lune de 30 grammes, appelée 1/2 Jos Louis, et en version en forme de barre appelée Barre Jos Louis. La barre contient la garniture crémeuse normale trouvée dans le Jos Louis et est également fourrée au chocolat et pèse 53 grammes. Le gâteau ½ Lune est essentiellement un Jos Louis sans enrobage chocolaté, mais a une portion plus petite de 51 grammes. La ½ Lune est disponible en chocolat ou vanille. Une variante à double couche, le Super Jos Louis, comporte deux couches de garniture crémeuse au milieu.